# OLY
OLY (ang. Olympian) – rodzaj post-nominal letters przyznawanych przez Światowe Stowarzyszenie Olimpijczyków sportowcom, którzy brali udział w igrzyskach olimpijskich.
Światowe Stowarzyszenie Olimpijczyków, przy wsparciu Komisji Sportowców MKOl, na VIII Międzynarodowym Forum Sportowców Międzynarodowego Komitetu Olimpijskiego w listopadzie 2017 ogłosiło inicjatywę dotyczącą skrótów OLY. Pomysł ten zaprezentował ówczesny Prezydent Stowarzyszenia, Joël Bouzou. Inicjatywa pozwala olimpijczykom na używanie skrótu OLY na dowolnej oficjalnej dokumentacji po ich nazwisku, podobnie jak w przypadku uzyskania tytułu doktora. Oprócz prawa do używania skrótu, sportowcy otrzymają także certyfikat Światowego Stowarzyszenia Olimpijczyków upamiętniający ich osiągnięcia w momencie ubiegania się o tytuł. Inicjatywa jest otwarta dla wszystkich sportowców, którzy brali udział w igrzyskach olimpijskich i którzy stoją na straży wartości i praktyk zawartych w Karcie Olimpijskiej i Kodeksie Postępowania Światowego Stowarzyszenia Olimpijczyków. Prezydent MKOl Thomas Bach był pierwszym sportowcem, który otrzymał inicjały.
Skrót OLY stanowi dla olimpijczyków:
- profesjonalne narzędzie ukazujące ich wszechstronne umiejętności i dążenie do rywalizacji na najwyższym poziomie;
- symbol ich poświęcenia, koncentracji i zaangażowania w sport oraz sukces;
- przynależność do globalnej sieci olimpijczyków.

Przedstawiając inicjatywę, Joël Bouzou powiedział:

„Czas uznać, że zostanie olimpijczykiem jest jak zostanie doktorem. To trwa 10 lat. Uczysz się wytrwałości, uczysz się równości, fair play. Jesteś tego przykładem dla społeczeństwa na wolności. Dlatego inicjatywa OLY jest tak ważna. Podobnie jak lekarz, prawnik czy profesor uniwersytetu, zostanie olimpijczykiem wymaga wielu lat ciężkiej pracy i różnorodnych umiejętności. Wierzę, że ta inicjatywa zapewni olimpijczykom uznanie zawodowe, na jakie zasługują.”

W pierwszych pięciu dniach od rozpoczęcia promocji inicjatywy, o OLY wystąpiło ponad 1000 olimpijczyków. Światowe Stowarzyszenie Olimpijczyków używa różnych narzędzi komunikacyjnych w celu powiększania globalnej społeczności OLY. W kwietniu 2020, na dwa i pół roku po rozpoczęciu inicjatywy, ponad 14 000 olimpijczyków otrzymało zgodę na posługiwanie się post-nominalnymi literami OLY.